# Jonathan Heris
Jonathan Heris (Brussel, 3 september 1990) is een Belgisch voetballer die bij voorkeur als centrale verdediger speelt. Sinds het seizoen 2020/21 staat hij onder contract bij KAS Eupen.

## Carrière
In het seizoen 2008/09 stroomde Heris vanuit de jeugdopleiding van FC Brussels door naar het eerste elftal van de club. Met verloop van tijd groeide hij hier uit tot basisspeler. Na omzwervingen bij White Star Woluwe en AFC Tubize, beide net zoals Brussels actief op het op één na hoogste niveau in België, trok hij in januari 2014 naar het buitenland.
Heris tekende een contract bij de Hongaarse eersteklasser Újpest FC. Het was mede door de Belgische voorzitter van de club, Roderick Duchâtelet (zoon van Roland Duchâtelet), dat hij werd gehaald. Bij Újpest groeide Heris uit tot een onbetwiste titularis in de defensie. In zijn eerste seizoen werd meteen de Beker van Hongarije binnen gehaald. Na 3,5 seizoenen trok hij naar reeksgenoot Puskás Akadémia FC. Na 2 seizoenen tekende Heris opnieuw een contract bij zijn ex-club Újpest FC.
In de zomer van 2020 maakte KAS Eupen bekend dat het Heris opnieuw naar België haalde. Hij tekende er een tweejarig contract en ging met het rugnummer 28 spelen. Op 10 augustus debuteerde hij in de basis in de competitiewedstrijd tegen Oud-Heverlee Leuven.

## Clubstatistieken
| seizoen                         | club               | land      | competitie         | wed | goals |
| ------------------------------- | ------------------ | --------- | ------------------ | --- | ----- |
| 2008/09                         | FC Brussels        | België    | Tweede Klasse      | 3   | 0     |
| 2009/10                         | FC Brussels        | België    | Tweede Klasse      | 18  | 2     |
| 2010/11                         | FC Brussels        | België    | Tweede Klasse      | 24  | 0     |
| 2011/12                         | FC Brussels        | België    | Tweede Klasse      | 31  | 0     |
| 2012/13                         | FC Brussels        | België    | Tweede Klasse      | 17  | 0     |
| 2012/13                         | White Star Woluwe  | België    | Tweede Klasse      | 5   | 3     |
| 2013/14                         | AFC Tubize         | België    | Tweede Klasse      | 20  | 3     |
| 2013/14                         | Újpest FC          | Hongarije | Nemzeti Bajnokság  | 15  | 0     |
| 2014/15                         | Újpest FC          | Hongarije | Nemzeti Bajnokság  | 32  | 3     |
| 2015/16                         | Újpest FC          | Hongarije | Nemzeti Bajnokság  | 29  | 0     |
| 2016/17                         | Újpest FC          | Hongarije | Nemzeti Bajnokság  | 24  | 2     |
| 2017/18                         | Puskás Akadémia FC | Hongarije | Nemzeti Bajnokság  | 24  | 1     |
| 2018/19                         | Puskás Akadémia FC | Hongarije | Nemzeti Bajnokság  | 25  | 0     |
| 2019/20                         | Újpest FC          | Hongarije | Nemzeti Bajnokság  | 26  | 1     |
| 2020/21                         | KAS Eupen          | België    | Jupiler Pro League | 26  | 2     |
| 2021/22                         | KAS Eupen          | België    | Jupiler Pro League | 12  | 2     |
| Totaal                          | Totaal             | Totaal    | Totaal             | 323 | 19    |
| Bijgewerkt tem 23 oktober 2021. |                    |           |                    |     |       |

## Palmares
| Competitie          | Aantal    | Jaren     |
| Újpest FC           | Újpest FC | Újpest FC |
| ------------------- | --------- | --------- |
| Beker van Hongarije | 1x        | 2014      |
| Hongaarse Supercup  | 1x        | 2014      |

1 Moser ·
2 Van Genechten ·
3 Davidson ·
4 Baiye ·
7 Nuhu ·
8 Peeters ·
9 Prevljak ·
10 Charles-Cook ·
11 N'Dri ·
13 S. Keita ·
14 Deom ·
15 Magnée ·
17 Bitumazala ·
18 A. Keita ·
20 Magee ·
23 Christie-Davis ·
24 Wakaso ·
28 Paeshuyse ·
29 Alloh ·
30 Gorenc ·
33 Nurudeen ·
35 Lambert ·
47 Offermann ·
77 Oger ·
99 Roufosse ·
Coach: Still